# Tennessee Walking Horse
Das Tennessee Walking Horse ist ein im 19. Jahrhundert aus Narragansett Pacer sowie American Standardbred, Morgan, Vollblut und American Saddlebred gezüchtetes Gangpferd.
Hintergrundinformationen zur Pferdebewertung und -zucht finden sich unter: Exterieur, Interieur und Pferdezucht.

## Exterieur
Das Exterieur der Tennessee Walker ist recht uneinheitlich. Es ist durchaus möglich, dass sie eher das Erscheinungsbild eines Quarter Horse haben, während andere Walker eher den Eindruck eines Vollblüters hinterlassen. Grundlegend hierfür sind die vorherrschenden Blutlinien.
Generell sind die Tennessee Walker mittelgroße, elegante und harmonische Pferde. Der Kopf ist entweder gerade und manchmal leicht geramst und groß, der hochaufgesetzte, aufrecht getragene Hals eher kräftig und lang. Ein kurzer Rücken mit guter Tiefe und leicht abfallender, muskulöser Kruppe gehört ebenso zum Erscheinungsbild wie der hoch angesetzte Schweif. Das Stockmaß liegt zwischen 145 und 173 cm. Viele Tennessee Walking Horses haben ausgesprochen langes Langhaar.

## Interieur
Walker gelten als sehr freundliche, ruhige und intelligente Pferde, sowie als sehr menschenbezogene und leichtrittige Pferde.

## Gangveranlagung
Das charakteristische und namensgebende Merkmal der Rasse ist der Walk, eine Pferdegangart, bei der es sich um einen beschleunigten Schritt handelt. Die einzelnen Schritte sind dabei wesentlich verlängert, so dass die Hinterhufe weit vor den Abdrücken der Vorderhufe auffußen. Der langsamere Flatwalk erreicht eine Geschwindigkeit von 8 bis 11 Kilometern in der Stunde. Der schnellere Running Walk erreicht zwischen 12 und 16 Kilometern in der Stunde. Damit ist der Walk etwa so schnell wie ein Trab bei anderen Pferderassen.